# Boris Nemtsov
Boris Yefimovich Nemtsov (em russo Борис Ефимович Немцов; Sóchi, 9 de outubro de 1959 - Moscou, 27 de fevereiro de 2015) foi um físico e político liberal russo. Esteve envolvido na introdução de reformas na economia russa pós-soviética. Nos anos 1990, sob o Presidente Boris Yeltsin, foi o primeiro governador do Oblast de Nijni Novgorod (1991-97). Mais tarde, foi Ministro dos Combustíveis e Energia (1997), Vice Primeiro-Ministro da Rússia e membro do Conselho de Segurança de 1997 a 1998. Em 1998, fundou o movimento Jovem Rússia. Em 1998, foi um dos fundadores da coligação Causa Direita e, em 1999, da União das Forças de Direita, um bloco eleitoral que depois se tornou um partido político.  Nemtsov foi também membro do Congresso dos Deputados do Povo (1990), do Conselho da Federação (1993-97) e da Duma Federal (1999-2003).
A partir de 2000 até sua morte, foi um crítico declarado do governo de Putin como um regime cada vez mais autoritário e antidemocrático, destacando a especulação e os desvios de recursos generalizados, antes dos Jogos Olímpicos de Sochi, e a interferência política e o envolvimento militar da Rússia na Ucrânia. Depois de 2008, Nemtsov publicou extensos relatórios sobre a corrupção no governo Putin, conectando-a diretamente ao presidente. Nemtsov foi também um ativo organizador e participante das Marchas dos Dissidentes, da série de protestos denominada Estratégia-31 e dos protestos de 2011-2013.
Boris Nemtsov foi assassinado em 27 de fevereiro de 2015, ao lado de sua parceira ucraniana Anna Durytska, numa ponte perto do Kremlin, em Moscou, com quatro tiros disparados pelas costas. Naquele dia, ele estava em Moscou participando da organização de um protesto contra a intervenção militar russa na Ucrânia e contra a crise financeira russa. Paralelamente, Nemtsov preparava um relatório sobre a participação de tropas russas na luta dos rebeldes pró-russos, no leste da Ucrânia, o que o Kremlin vinha negando.  Nas semanas anteriores à sua morte, ele expressara o temor de que Putin o mandasse matar. 
No final de junho de 2017, cinco homens procedentes da Chechênia foram  julgados em um tribunal de Moscou, acusados de terem assassinado Nemtsov em troca de 15 milhões de rublos (US$253.000). O júri os considerou culpados. A identidade do mandante do crime, porém, não é oficialmente conhecida.
Desde a primeira eleição do presidente Vladimir Putin, Nemtsov se tornara um dos maiores críticos do chefe do Kremlin. Poucas horas antes de sua morte, numa entrevista, ele voltara a denunciar a ineficiência e a corrupção no governo, além de expressar fortes críticas à política russa na Ucrânia. 